# (12600) 1999 RM177
A (12600) 1999 RM177 egy kisbolygó a Naprendszerben. A LINEAR projekt keretében fedezték fel 1999. szeptember 9-én.

## Kapcsolódó szócikk
- Kisbolygók listája (12501–13000)